# Роджер Гловер
Роджер Девід Гловер (англ. Roger David Glover; народився 30 листопада 1945 року, Брекон, Уельс, Велика Британія) — уельський бас-гітарист, клавішник, пісняр, композитор, продюсер. Більш за все відомий як бас-гітарист та пісняр легендарного британського хард-рок гурту Deep Purple.

## Біографія

### Ранні роки
Гловер народився біля міста Брекона, що в Уельсі. Перед тим як перебратися в Лондон, сім'я Гловера поселилася в місті Сент-Хеленс, що в графстві Мерсісайд, на північному заході Англії. Коли Роджеру було 10, родина оселилася в лондонському Південному Кенсінгтоні. Приблизно в цей же час інтереси Гловера починають зміщуватися в бік рок-музики і у віці 13 років він почав грати на гітарі.
Пізніше він переїхав в Піннер, округ на півночі Лондона. Там, під час навчання у окружній школі для хлопчиків «Harrow County School for Boys», він зі своїми друзями створив свій перший музичний гурт Madisons, який пізніше об'єднався з іншим місцевим гуртом, в результаті чого було створено групу Episode Six. Тут він пізніше познайомиться зі своїм майбутнім другом та колегою по Deep Purple, співаком Ієном Гілланом. Обидва покинуть Episode Six в 1969 році, щоб приєднатися до Deep Purple.

### Кар'єра з Deep Purple
Після того, як учасники тоді ще маловідомої групи Deep Purple Джон Лорд і Ричі Блекмор, які шукали заміну Роду Евансу, який не вписувався в обраний ними новий стиль групи, побачили Гіллана на одному з виступів Episode Six, вони запропонували йому приєднатися до їх групи, змінивши Рода. Проби Гіллана пройшли успішно, і таким чином Гіллан влітку 1969 приєднався до Deep Purple, привівши із собою з Episode Six Гловера. Цей склад пізніше стало прийнято вважати «класичним», так званий Deep Purple, Mark II (Ієн Гіллан  — вокал, Ричі Блекмор — гітара, Джон Лорд — клавіші, Роджер Гловер  — бас, Ієн Пейс — ударні). Пізніше Гловер згадував, що при зустрічі з учасниками Deep Purple був наляканий похмурістю учасників нової групи, які «… носили чорне й виглядали дуже загадково».
Першим записом у складі нової групи став написаний Джоном Лордом альбом Concerto for Group and Orchestra (у виконанні Deep Purple і Королівського філармонічного оркестру), записаний на концерті в Алберт-холі 24 вересня 1969. Після цього пішли «класичні» альбоми: In Rock (1970), Fireball (1971), Machine Head (1972).
Останнім альбомом Гловера, записаним в складі Deep Purple у 70-х роках, став альбом 1973 року Who Do We Think We Are (названий так, тому що італійці, обурені високим рівнем шуму на фермі, де записувався альбом, постійно задавали запитання: "За кого вони взагалі себе приймають? "). Ще з 1972 року відносини між учасниками групи стали помітно псуватися, особливо між Гілланом і Блекмором, які взагалі не переносили один одного. А в 1973 році на старі розбіжності всередині колективу наклалася загальна незадоволеність останнім альбомом, після чого учасники групи розсварилися остаточно.
У грудні 1972 року менеджери Deep Purple зустрілися з Джоном Лордом і Роджером Гловером і попросили їх докласти всіх зусиль до того, щоб зберегти групу. Ті переконали залишитися Ієна Пейса і Ричі Блекмора, які вже задумали власний проект, але Блекмор поставив перед менеджментом умову: неодмінна звільнення Гловера. Останній, помітивши, що колеги почали його цуратися, зажадав у Тоні Едвардса пояснень, і той (у червні 1973 року) зізнався: його відходу вимагає Блекмор. Розгніваний Гловер тут же подав заяву про звільнення. Після останнього спільного концерту Deep Purple в Осаці, Японія, 29 червня 1973, Блекмор, проходячи повз Гловера на сходах, лише кинув через плече: «Нічого особистого: бізнес є бізнес». Гловер важко переніс цю неприємність і протягом трьох наступних місяців не виходив з дому, почасти — через дедалі гостріші проблеми зі шлунком. Відразу після виходу Гловера групу покинув Гіллан, після чого група опинилася на межі розвалу.

## Підтримка України
У березні 2022 року Роджер Гловер разом із іншими учасниками «Deep Purple» засудив російське вторгнення в Україну:
|                 | Як і багато виконавців, ми час від часу виступали з приватними концертами для шанувальників у різних країнах. Ми аполітичний гурт і ніколи не керувались політикою в наших намірах. Лише музикою. Але не зараз. Ми засуджуємо путінських військових за звірства над невинними чоловіками, жінками й дітьми в Україні. |
| — Роджер Ґловер | |